# Synodontis contracta
Synodontis contracta es una especie de peces de la familia Mochokidae en el orden de los Siluriformes. Esta especie se puede encontrar en el comercio de acuarios.

## Morfología
• Los machos pueden llegar alcanzar los 9,7 cm de longitud total.

## Hábitat
Es un pez de agua dulce.

## Distribución geográfica
Se encuentran en África: cuenca del río Congo.